# Winona Oak
Johanna Ewana Ekmark (née le 8 octobre 1994) également connue sous le nom de Winona Oak, est une auteure-compositrice-interprète suédoise. Elle est surtout connue pour ses collaborations avec What So Not sur le titre Beautiful et avec le duo The Chainsmokers sur le morceau Hope.

## Biographie
Winona Oak est née à Sollerön, une île du lac Siljan dans la localité centre-sud de Mora, en Suède. Elle est diplômée du Moragymnasiet en 2013 et a ensuite déménagé à Stockholm. 
En février 2018, Winona Oak collabore avec What So Not sur le single Beautiful, qui a remporté le prix du Best Independent Dance/Electronica/Club single aux AIR Independent Music Awards en juillet 2019. En octobre 2018, Winona Oak signe avec les labels Neon Gold et Atlantic. Toujours en 2018, Winona Oak collabore avec The Chainsmokers sur le morceau Hope, figurant sur le deuxième album studio du duo, intitulé Sick Boy (sorti en décembre 2018). Pour le clip vidéo de la chanson, Winona Oak est vêtue d'un « trench-coat beige et d'une chemise en flanelle rouge. » Le 10 décembre 2018, Winona Oak publie un clip vidéo d'une reprise de la chanson Don't Save Me du groupe Haim, via les labels Neon Gold et Atlantic. 
Le 10 juin 2022, Winona Oak sort son premier album studio intitulé Island of the Sun.
Winona Oak collabore à des titres orientés dance sous le pseudonyme Oaks.

## Discographie

### Albums studio
- 2022 : Island of the Sun

### EPs
- 2020 : Closure
- 2020 : She

### Singles

#### En tant qu'artiste principal
- 2018 : Don't Save Me
- 2019 : He Don't Love Me
- 2019 : Break My Broken Heart
- 2019 : Let Me Know
- 2020 : Lonely Hearts Club
- 2020 : Oxygen (avec Robin Schulz)
- 2020 : Thinking About You (avec R3hab)
- 2020 : With Myself
- 2020 : Piano in the Sky
- 2020 : She
- 2021 : Winter Rain
- 2021 : Noboby Loves Me (avec Elio)
- 2021 : Lonely Hearts Club (avec Leebada)
- 2021 : Old Insecurities
- 2021 : World We Used to Know (avec Alan Walker)
- 2022 : Island of the Sun
- 2022 : Baby Blue
- 2022 : Jojo
- 2023 : With or Without You
- 2023 : Fire Escapes
- 2023 : Fragile Thing
- 2024 : If I Were to Die
- 2024 : Inside Out (avec Boy in Space)

#### Apparitions pour d'autres
- 2018 : Beautiful (What So Not avec Winona Oak)
- 2018 : Hope (The Chainsmokers avec Winona Oak)

#### Sous le pseudonyme Oaks
- 2024 : One by One (Robin Schulz et Topic avec Oaks)
- 2024 : Carry You (Martin Garrix et Third ≡ Party avec Oaks et Declan J Donovan)
- 2025 : I Follow Rivers (Tiësto avec Oaks)[8]

## Distinctions
- AIR Awards 2019 (The Australian Independent Record Awards) : Best Independent Dance, Electronica or Club Single Award pour le titre anglais : Beautiful avec What So Not[9].